# Wiry (osada leśna w województwie wielkopolskim)
Wiry – osada leśna w Polsce położona w województwie wielkopolskim, w powiecie poznańskim, w gminie Komorniki.
W latach 1975–1998 miejscowość położona była w województwie poznańskim.